# کوجی اینادا
کوجی اینادا (ژاپنی: 稲田 康志؛ زادهٔ ۱۹ ژوئن ۱۹۸۵) یک بازیکن فوتبال اهل ژاپن است.
از باشگاه‌هایی که در آن بازی کرده‌است می‌توان به باشگاه فوتبال رواسو کوماموتو، باشگاه فوتبال کاشیوا ریسول و باشگاه فوتبال آلبیرکس نیگاتا اشاره کرد.